# Helicon
Helicon é uma família de instrumentos musicais graves de sopro e transpositores, do grupo das tubas, em seis tamanhos e várias transposições, para abranger as necessidades de notas graves ou agudas dos conjuntos de sopros:
- Soprano em Mi bemol (E♭)
- Alto em Si bemol (B♭)
- Tenor em Mi bemol (E♭)
- Barítono em Si bemol (B♭)
- Baixo em Fá (F) ou Mi bemol (E♭)

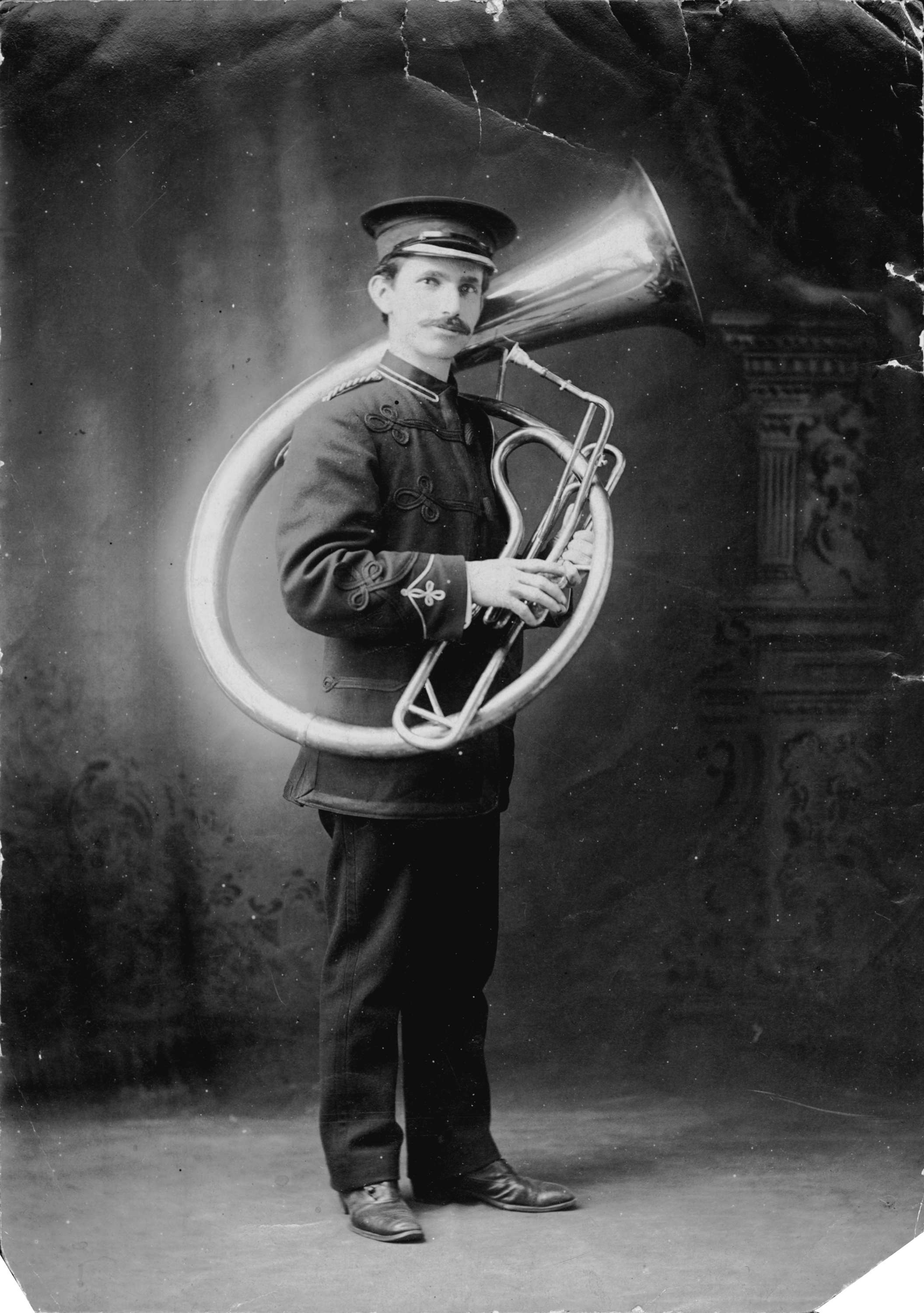
Philip Timms tocando seu helicon em Mi bemol em 1909.

- Contrabaixo em Si bemol (B♭) ou Dó (C)

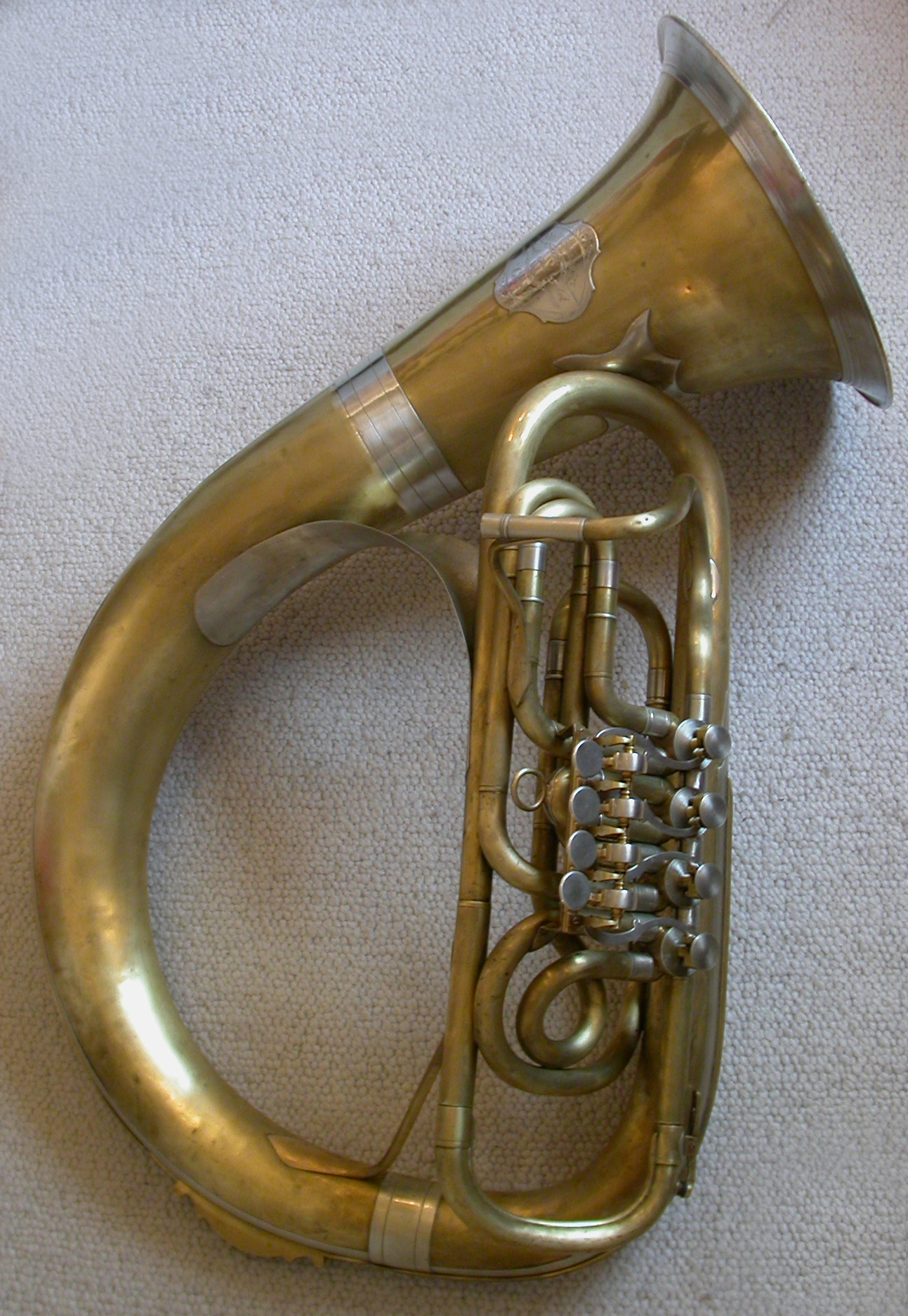
Helicon Stowasser, manufaturado em Graz (Styria), Áustria, no final do século XIX, de propriedade de Matthias Bramboeck. Foto do proprietário, em 18 de dezembro de 2006.

## História
A família do helicon é derivada da família do saxhorn ou da saxtuba. Seu nome é derivado do Rio Helicon, que existiu na Macedônia e que, assim como o instrumento musical, possuía várias curvas. Helicons começaram a ser usados na década de 1860 em bandas de cavalaria, mas logo em seguida passaram a integrar bandas militares de marcha, bandas civis e conjuntos de igrejas, tornando-se o principal instrumento grave das bandas de sopros na segunda metade do século XIX e princípios do século XX. O helicon foi o antecessor do sousafone (inventado em 1893) e foi por ele substituído nas primeiras décadas do século XX, caindo em desuso pouco após a Primeira Guerra Mundial.
Os helicons, como a maioria dos instrumentos de banda, também foram usados na música sacra, dentro e fora das igrejas, e em conjuntos menores de música popular, em ambientes públicos ou domésticos. Entre fins do século XIX e inícios do XX, músicos de banda juntaram-se a intérpretes de violão, cavaquinho, flauta, clarinete e pandeiro, entre outros, para tocarem polcas, maxixes e sambas em festas urbanas, participando da criação do choro. Apesar de poucos grupos de choro da atualidade usarem instrumentos de banda, estes participaram ativamente de sua formação, como nos conta o primeiro historiador desse tipo de música, Alexandre Gonçalves Pinto (c.1870-c.1940), no livro “O choro” (1936). O próprio repertório das bandas brasileiras, nas primeiras décadas do século XX, incluiu obras do grupo do choro. É o que se observa na polca Zezé de João Antônio Romão (Pindamonhangaba, 13/06/1878-19/05/1972), gravada em 1910 para a Casa Faulhaber do Rio de Janeiro, com o próprio autor no solo de helicon.

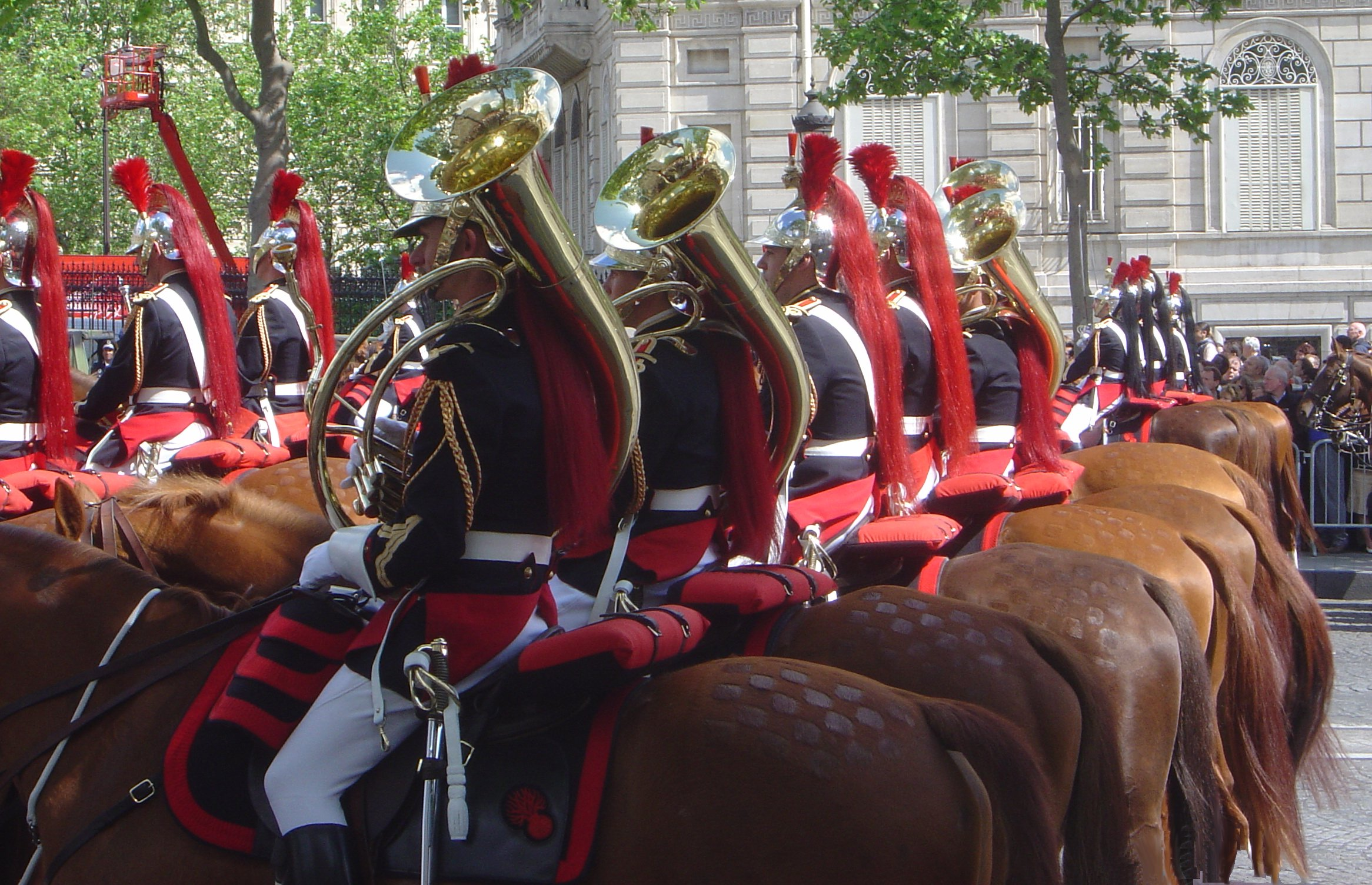
Helicons da Fanfarra da Cavalaria da Guarda Republicana Francesa.

O Museu da Música de Mariana (MG) possui três helicons em sua exposição (além de iconografia a respeito), que pertenceram à Banda do Seminário Menor de São José e vários outros helicons ainda existem nos acervos históricos de bandas musicais brasileiras, especialmente no estado de Minas Gerais.